# David Navara
David Navara (* 27. März 1985 in Prag) ist ein tschechischer Schachmeister der Weltelite.

## Leben
Navara erlernte das Schachspiel als Sechsjähriger. Bei der Entfaltung seines Talentes fand er Unterstützung bedeutender Trainer, u. a. von Luděk Pachman und Vlastimil Jansa. Navara siegte bei den tschechischen Jugendmeisterschaften in seiner Alterskategorie 1993 bis 1995 und vertrat als bester tschechischer Jugendlicher seine Heimat bei zahlreichen internationalen Jugendmeisterschaften: 1997 wurde er bei der Weltmeisterschaft U14 Dritter, 1998 in der Kategorie U16 Vizeweltmeister. 1999, im Alter von 14 Jahren, wurde er Internationaler Meister. 2001 spielte er für Tschechien bei der Europamannschaftsmeisterschaft in León und erzielte mit 7 aus 9 ein hervorragendes Ergebnis.
2002 erhielt er den Großmeistertitel verliehen, 2003 gewann er das Open von Polanica-Zdrój. Navara gewann elfmal die Landesmeisterschaft von Tschechien, zuletzt im Jahr 2022. 2005 spielte er einen Kurzwettkampf über zwei Partien in Prag gegen Ex-Weltmeister Anatoli Karpow unentschieden 1:1, beide Partien endeten mit Remis. Im August 2007 gewann Navara das Schnellschach-Open der Chess Classic in Mainz, vor 61 weiteren Großmeistern bei insgesamt 762 Teilnehmern. 2009 kam er im März bei der Europameisterschaft in Budva auf Platz 5, verlor im Mai einen Schnellschach-Wettkampf gegen Wassyl Iwantschuk mit 2,5:5,5 und schied im November beim Schach-Weltpokal 2009 in der dritten Runde gegen Sergej Karjakin aus. 2010 belegte er im März bei der Europameisterschaft in Rijeka Platz 22, verlor im April einen Schnellschach-Wettkampf gegen Judit Polgár mit 2:6 und gewann im Mai in Ostrava mit 8,5 Punkten aus 9 Partien überlegen die tschechische Landesmeisterschaft. Im Juni 2011 gewann er in Prag einen Wettkampf gegen Sergej Movsesjan mit 3,5:2,5 (+1 =5).
Beim Schach-Weltpokal 2011 in Chanty-Mansijsk kam Navara bis ins Viertelfinale, wo er gegen Alexander Grischtschuk ausschied. Zuvor war es in Navaras Match gegen Oleksandr Mojissejenko zu einem bemerkenswerten Vorfall gekommen. Navara hatte unabsichtlich eine Figur berührt und Mojissejenko bestand zunächst darauf, dass Navara diese Figur ziehen müsse. Der Schiedsrichter entschied zugunsten von Navara, Mojissejenko akzeptierte dies und setzte die Partie fort. Im weiteren Verlauf erreichte Navara eine klare Gewinnstellung, bot dann jedoch Remis an, weil er die Partie nicht trotz eines möglichen Regelverstosses gewinnen wollte. Beide Spieler erhielten einen Fairnesspreis.
Navara beendete ein Studium der Logik an der Karls-Universität Prag im Juli 2010 mit dem Master-Abschluss. Seitdem ist er Schachprofi. Im Mai 2019 lag er als bester tschechischer Spieler auf Platz 27 der Weltrangliste.
Im Dezember 2022 gewann er in Katowice die Europameisterschaft im Blitzschach.

## Nationalmannschaft
Navara nahm seit 2002 an allen neun Schacholympiaden teil und spielte dabei siebenmal am ersten Brett. Bei der Schacholympiade 2012 in Istanbul wurde er bester Spieler am zweiten Brett. Von 2001 bis 2019 nahm Navara mit der tschechischen Mannschaft an allen neun Mannschaftseuropameisterschaften teil, er erreichte dabei 2001 das zweitbeste und 2003 das drittbeste Ergebnis jeweils am zweiten Brett sowie 2017 das drittbeste Ergebnis am Spitzenbrett. 2001 gelang ihm außerdem die drittbeste Eloleistung aller Teilnehmer.

## Vereine
In der tschechischen Extraliga spielte Navara von 1996 bis 1999 für den ŠK DP Mladí Prag, von 1999 bis 2003 für den ŠK Dům armády Prag, von 2003 bis 2011 sowie in der Saison 2012/13 für den ŠK Mahrla Prag, mit dem er 2009 tschechischer Mannschaftsmeister wurde, sowie in der Saison 2011/12 und erneut seit 2013 für den 1. Novoborský ŠK, mit dem er 2012, 2014, 2015, 2016, 2017 und 2018 tschechischer Mannschaftsmeister wurde. Mit dem 1. Novoborský ŠK nahm Navara außerdem in den Jahren 2012 bis 2019 am European Club Cup teil. Er gewann mit der Mannschaft 2013 und erreichte 2014, 2018 und 2019 den zweiten Platz, in der Einzelwertung gelang ihm 2017 und 2018 jeweils das zweitbeste Ergebnis am dritten Brett.
Navara spielte von 2006 bis 2008 in der deutschen Schachbundesliga für den TSV Bindlach-Aktionär, seit 2012 spielt er für den SV Mülheim-Nord. In der britischen Four Nations Chess League spielte Navara von 2005 bis 2007 für die Slough Sharks, in der französischen Mannschaftsmeisterschaft spielt er seit 2005 für Mulhouse Philidor. In der polnischen Mannschaftsmeisterschaft spielt Navara seit 2005 für KSz HetMaN Szopienice (seit 2015 WASKO HETMAN Katowice) und wurde mit diesem 2008, 2010, 2013, 2015, 2016, 2017, 2018 und 2019 polnischer Mannschaftsmeister. In Spanien spielte Navara 2010 und 2013 für den SCC Sabadell, auch in griechischen Ligen kam er zum Einsatz. In der chinesischen Mannschaftsmeisterschaft spielte Navara 2014 für den Meister Jiangsu, in der niederländischen Meesterklasse spielte er in der Saison 2015/16 für den Meister En Passant Bunschoten-Spakenburg. In der slowakischen Extraliga spielte er in der Saison 2016/17 für REINTER Humenné, in der spanischen Mannschaftsmeisterschaft trat er 2018 und 2020 für CAC Beniajan Duochess an. In der österreichischen Bundesliga spielt Navara in der Saison 2019/20 für den SC MPÖ Maria Saal.

## Partiebeispiel
|   | a | b | c | d | e | f | g | h |   |
| 8 |   |   |   |   |   |   |   |   | 8 |
| 7 |   |   |   |   |   |   |   |   | 7 |
| 6 |   |   |   |   |   |   |   |   | 6 |
| 5 |   |   |   |   |   |   |   |   | 5 |
| 4 |   |   |   |   |   |   |   |   | 4 |
| 3 |   |   |   |   |   |   |   |   | 3 |
| 2 |   |   |   |   |   |   |   |   | 2 |
| 1 |   |   |   |   |   |   |   |   | 1 |
|   | a | b | c | d | e | f | g | h |   |

Navara-Jan Helbich Sr 1:0
Olomouc, 1998
Sizilianische Eröffnung (Najdorf-Variante), B99
1. e4 c5 2. Sf3 d6 3. d4 cxd4 4. Sxd4 Sf6 5. Sc3 a6 6. Lg5 e6 7. f4 Le7 8. Df3 Dc7 9. 0–0–0 Sbd7 10. Ld3 b5 11. The1 Lb7 12. Dg3 b4 13. Sd5 exd5 14. e5 dxe5 15. fxe5 Sh5 16. e6 Sxg3 17. exf7+ Kxf7 18. Txe7+ Kg8 19. hxg3 Dxg3 20. Se6 De5 21. Tf1 Sf8 22. Lf5 Lc8 23. Te8 Lb7 24. Lg6 Df6 25. Lxf6 gxf6 26. Txf6 Txe8 27. Lf7#

## Werke
- My Chess World (2020, ISBN 9789492510808)